# NGC 712
NGC 712 é uma galáxia lenticular (S0) localizada na direcção da constelação de Andromeda. Possui uma declinação de +36° 49' 11" e uma ascensão recta de 1 horas, 53 minutos e 08,4 segundos.
A galáxia NGC 712 foi descoberta em 1828 por John Herschel.